# 香港卷瓣兰
香港卷瓣兰（学名：Bulbophyllum tseanum）为兰科石豆兰属下的一个种。

## 扩展阅读
- 維基物種上的相關：香港卷瓣兰